# Костадин Андонов
Костадин Бончуков Андонов е професионален български спортен фотограф, автор на „Снимка №1 на Балканите за 2012 година“. Официален фотограф на БОК на Летните Олимпийски игри Лондон 2012 и Рио де Жанейро 2016. Син е на легендата в българската спортна фотография Бончук Андонов.

## Биография
Роден е на 18 януари 1980 г. в София в семейството на спортния фотограф Бончук Андонов и съпругата му Катя Андонова. Завършва елитната Търговско-банкова гимназия в столицата. Скоро след това започва да се занимава активно с фотография, учейки се и работейки заедно със своя баща.
Публикува първата си спортна фотография във вестник „Труд“ през 90-те години, заснета на двубой от родното ни първенство по футбол. През 2005 г. се включва активно в отразяването на Световната лига по волейбол, която тогава се провежда в Двореца на спорта във Варна.
В следващите години тандемът баща и син Андонови основават първо сайта Sportline.bg, който функционира в периода 2008 – 2012 г., а от 2013 г. семейството разгръща своя потенциал в спортната фотография, основавайки агенция Start-photo.bg, която започва да функционира като семейна бутикова спортна фотоагенция.
През 2011 г. става част от Европейската джудо федерация, като един от нейните официални фотографи. Работи с БОК, Министерство на младежта и спорта, родните федерации по бокс, борба, волейбол, бадминтон и други.